# ハヤアキツヒコ・ハヤアキツヒメ

神産み神話（イザナギ・イザナミが生んだ神々） SVGで表示（対応ブラウザのみ）

ハヤアキツヒコ・ハヤアキツヒメは、日本神話に登場する神である。
『古事記』では速秋津比古神・速秋津比売神、『日本書紀』では速秋津日命（はやあきつひのみこと）と表記される。古事記では別名水戸神（みなとのかみ）と記している。

## 概要
『古事記』では速秋津比古神、速秋津比売神、『大祓詞』では速開津比売と表記し、『日本書紀』の一書第六では速秋津日命という異称も持つ。
神産みの段で伊邪那岐命・伊邪那美命二神の間に産まれた男女一対の神で、水戸神はその総称である。『日本書紀』の一書第六では「水門の神達を速秋津日命という」としている。
『古事記』では、二神の間には以下の四対八柱の神が産まれたと記している。いずれも水に関係のある神である。
- 沫那藝神（あはなぎのかみ）・沫那美神（あはなみのかみ）
- 頬那藝神（つらなぎのかみ）・頬那美神（つらなみのかみ）
- 天之水分神（あめのみくまりのかみ）・国之水分神（くにのみくまりのかみ）
- 天之久比奢母智神（あめのくひざもちのかみ）・国之久比奢母智神（くにのくひざもちのかみ）

また、葦原中国平定の段で国譲りを承諾した大国主神のために造営された宮殿（出雲大社）で、膳夫（かしわで）となった出雲の火守神社の主祭神でもある櫛八玉神（くしやたまのかみ）は、水戸神二神の孫と記されている。
「速」は美称、「秋」は「開」の借字、「津」は「港」と解し、名義は「勢いの速く盛んな、河口の男性・女性」と考えられる。
「大祓詞」では、川上にいる瀬織津比売神によって海に流された罪・穢を、「荒潮の潮の八百道の八潮道の潮の八百会に坐す速開津比売（はやあきつひめ）と云ふ神」が呑み込んでしまうと記されている。

## 信仰
- 鳴神社（紀伊国式内社）‐主祭神
- 湊口神社‐主祭神